# فهرست گونه‌های جگن
در زیر فهرستی از گونه‌های جگن (کارکس) آمده‌است:
- کارکس اسینیبوینسیس
- کارکس آکالیس
- کارکس آرچری
- کارکس آکوتا
- کارکس اپروپینکواتا
- کارکس آکواتیلیس
- کارکس آبروپتا
- کارکس ابریگینوم
- کیورکس دنتاتا
- کارکس آکوتیفرمیس
- کارکس آلبونیگرا
- کارکس البیدا
- کارکس ارناریا
- کارکس آکوتیفرمیس
- کارکس ارکتا
- کارکس آلما
- کارکس آتروستاچیا
- کارکس هومیلیس
- کارکس آترودس
- کارکس هیرتا
- کارکس هیدنیانا
- کارکس هلری
- کارکس هودی
- کارکس اینتریر
- کارکس لاکوستریس
- کارکس ایلوتا
- کارکس اینوپس
- کارکس جونسی
- کارکس جامسی
- کارکس کلاماتنسیس
- کارکس لائویگاتا